# Geranium argenteum
Il geranio argentino (nome scientifico Geranium argenteum (L., 1756)) è una pianta erbacea perenne, appartenente alla famiglia delle Geraniaceae e diffusa lungo l'intero arco alpino.

## Tassonomia
La famiglia di appartenenza del “Geranio argentino” (Geraniaceae) è un gruppo vegetale di medie proporzioni organizzato in 12 generi per un totale di circa 700 specie.
 Il genere di appartenenza (Geranium) è abbastanza numeroso e comprende circa 420 specie, diffuse soprattutto nelle regioni temperate di tutto il mondo. Una trentina di queste specie sono proprie della flora italiana.

Queste sono raggruppate dal botanico toscano Adriano Fiori (1865 – 1950) in sei sezioni; la specie di questa scheda appartiene alla sezione Subacaulia (sezione caratterizzata da specie erbacee con foglie di aspetto glauco-cinereo più o meno chiaro).

### Variabilità
Qui di seguito è indicata una sottospecie del “Geranio argentino” :
- Geranium argenteum L. subsp. cinereum (Cav.) Bonnier & Layens (1894)

### Ibridi
Con la specie Geranium cinereum Cav. la pianta di questa scheda forma il seguente ibrido interspecifico:
- Geranium × lindavicum Sündermann ex Knuth in Engler & Prantl (1912)

### Specie simili
Più o meno nelle stesse zone una specie molto simile è il Geranium sylvaticum L. - Geranio silvano o dei boschi. Le foglie sono più grandi e verdi, mentre i fiori hanno una tonalità più scura. Può essere trovato a quote più basse e la diffusione sul territorio italiano è totale.

Nell'Italia centrale e meridionale il “Geranio argentino” può essere confuso con il Geranium cinereum Cav. - Geranio cenerino. Si distingue per il colore delle foglie più verde-grigiastro.

## Etimologia
L'etimologia del nome generico (Geranium) si riferisce alla parola greca ”ghéranos” che significa “gru”. Questa associazione probabilmente è nata molto anticamente ed è dovuta alla particolare forma  (a becco) dell'ovario e del frutto delle piante di questo genere. In effetti già Plinio (Como, 23 – Stabia) conosceva questo nome se lo cita nel suo “Libro XXVI”, anche se è opportuno precisare che il Geranio citato dallo scrittore latino era probabilmente un Erodium, in quanto il “geranio” (Pelargonium) come lo conosciamo noi oggi venne importato dall'Africa nel XVII secolo.

L'epiteto specifico argenteum (= argentino) deriva dal particolare colore delle sue foglie.

Il binomio scientifico attualmente accettato (Geranium argenteum) è stato proposto da Carl von Linné (Rashult, 23 maggio 1707 –Uppsala, 10 gennaio 1778) biologo e scrittore svedese, considerato il padre della moderna classificazione scientifica degli organismi viventi, in una pubblicazione del 1756. 

In lingua tedesca questa pianta si chiama Silber-Storchschnabel; in francese si chiama Géranium argenté.

## Descrizione
L'aspetto di queste piante è erbacea e un po' cespitoso. L'altezza media varia tra  8 – 15 cm. La forma biologica di queste piante è emicriptofite rosulate (H ros), ossia sono con gemme svernanti al livello del suolo e protette dalla lettiera o dalla neve, e con le foglie disposte a formare una rosetta basale.

### Radici
Le radici sono secondarie da rizoma.

### Fusto
- Parte ipogea: la parte sotterranea del fusto consiste in un grosso rizoma di colore scuro.
- Parte epigea: la parte aerea è eretta o (raramente) prostrata e afillia (senza foglie lungo il fusto ma disposte solamente in posizione ascellare). Può essere lignificato alla base.

Diametro del rizoma: 4 – 8 mm. 

### Foglie

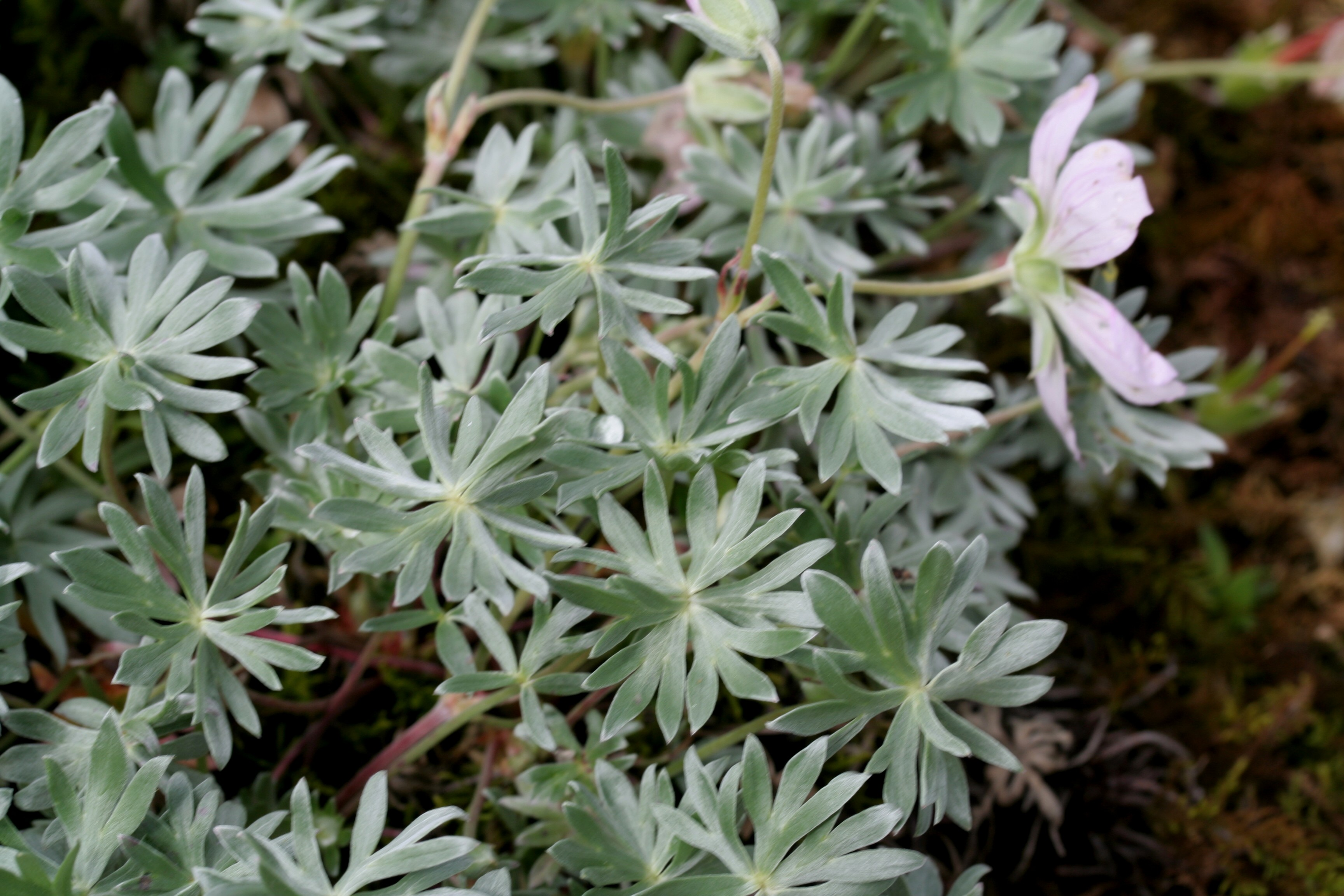
Le foglie
Località: Giardino Botanico Alpino "Giangio Lorenzoni", Pian Cansiglio, Tambre d'Alpago (BL), 1000 m s.l.m. - 08/06/2008

Le foglie sono picciolate ed hanno una forma palmata (a nervatura pure palmata) con cinque-sette lobi (o lacinie più o meno lanceolate); ogni lobo a sua volta è tripartito (foglie palmato-partite). L'apice dei lobi è acuto (angolo tra i 30° - 80°). La lamina delle foglie è larga quanto è lunga. L'aspetto della superficie fogliare è argenteo derivato da una densa pelosità sericea (o grigio-tomentosa). 
- Foglie basali: le foglie basali sono tutte persistenti.
- Foglie cauline: le foglie lungo il fusto sono assenti; sono presenti solamente delle foglie bratteali in posizione ascellare.

Lunghezza del picciolo: 8 – 12 cm. Dimensione massima della lamina fogliare: 3 – 4 cm. Larghezza dei lobi: 4 – 7 mm.

### Infiorescenza
L'infiorescenza è composta da cime biflore. Ogni singolo fiore è portato da un lungo peduncolo (in modo da sovrastare il fogliame sottostante). I  peduncoli fiorali sono ascellanti insieme a delle foglie bratteali.

### Fiore

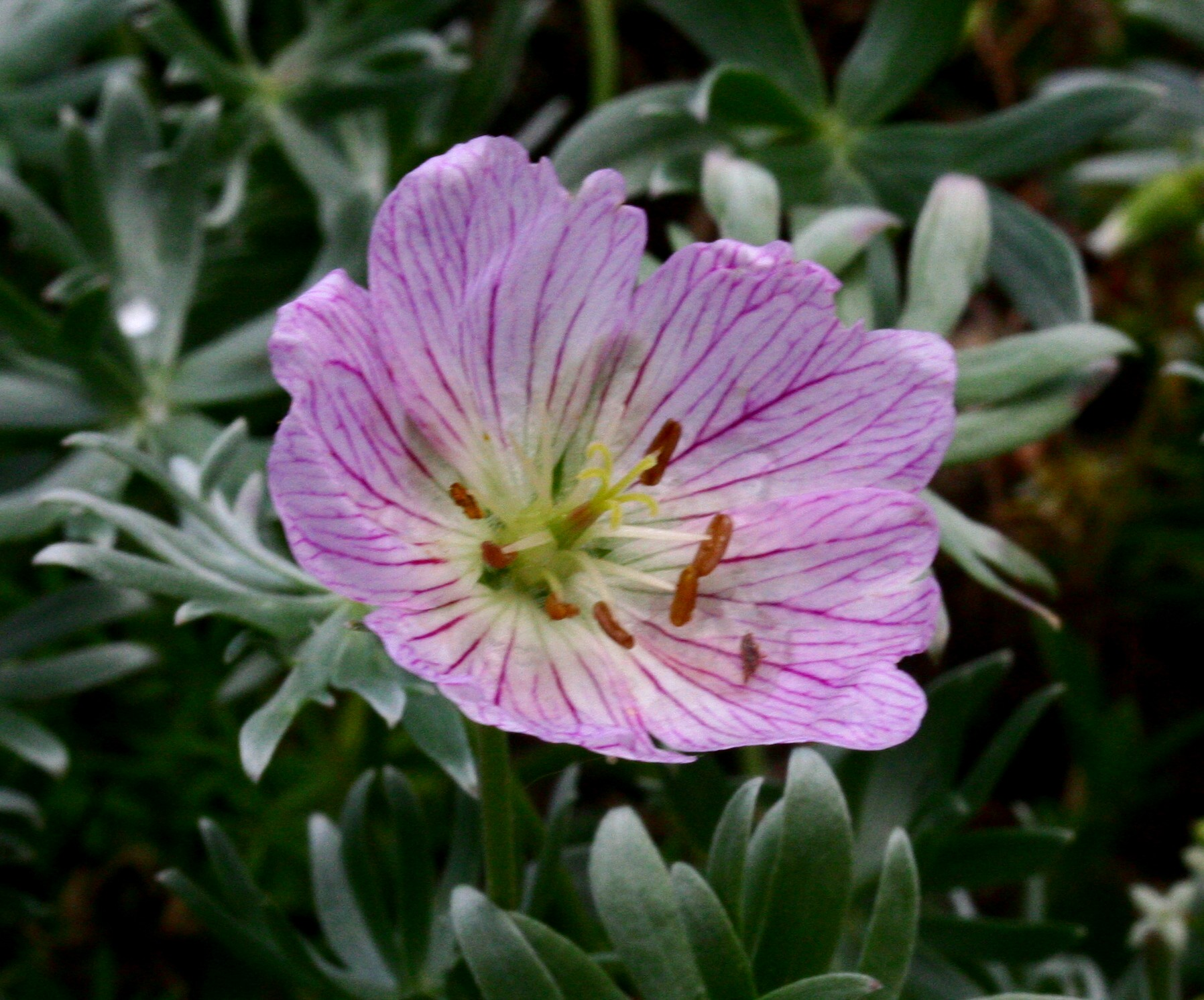
Il fiore
Località: "Giardino Botanico delle Alpi Orientali", Monte Faverghera (BL), 1500 m s.l.m. - 23/06/2007

I fiori sono ermafroditi, attinomorfi (con lieve tendenza al zigomorfismo: i petali superiori possono essere appena un po' diversi da quelli inferiori), proterandri (infatti gli stimmi maturano dopo le antere del verticillo più esterno), pentaciclici (a cinque verticilli: calice – corolla – androceo su 2 verticilli - gineceo), pentameri (calice e corolla a cinque elementi), dialisepali e dialipetali (sia i sepali che i petali sono liberi – non saldati tra di loro). Diametro del fiore: 25 – 30 mm.
- Formula fiorale:

* K 5, C 5, A 5+5, G 5 (supero)
- Calice: i sepali sono cinque e disposti in modo semi-embricato (due sepali hanno entrambi i margini nascosti dagli altri sepali; altri due sepali sono completamente liberi; mentre il sepalo rimanente ha un margine ricoperto da un altro sepalo e un margine libero). L'apice dei sepali è mucronato. Lunghezza dei sepali: 8 mm; lunghezza del mucrone 1 mm.
- Corolla: i petali sono cinque colorati di rosa-lillacino chiaro a forma obovata; il colore è sfumato dalla periferia al centro che è quasi bianco; sono inoltre presenti delle nervature radiali e ramificate di tinta più scura. L'apice del petalo è lievemente retuso (o bilobo) e un po' smarginato. La base è barbata. I cinque petali sono disposti anch'essi in modo embricato ma più regolare dei sepali: ogni petalo ha un margine nascosto dal petalo precedente e l'altro margine sovrapposto al prossimo petalo. Le ghiandole nettarifere sono cinque e disposte in modo opposto ai sepali. Dimensione dei petali: larghezza 7 mm; lunghezza 14 – 15 mm.
- Androceo: gli stami sono dieci, saldati alla base, e tutti fertili disposti su due verticilli  con la particolarità che il verticillo esterno matura prima di quello interno.
- Gineceo: l'ovario è supero a cinque lobi formato da cinque carpelli contenente ciascuno due ovuli dei quali uno solo fruttifero; gli stili (prolungamento dei carpelli/ovario) sono cinque con ognuno uno  stimma lineari. Le codette dei carpelli sono concresciute e riunite in modo arcuato a cerchio (e non spiralato come in altri generi della stessa famiglia) a forma di becco. Queste in fase di maturazione si addensano maggiormente rispetto al tessuto adiacente (più precisamente per avvolgimento igroscopico dello stilo) per cui si crea una certa tensione che alla fine fa prorompere all'esterno il relativo carpello trasformato in mericarpo contenente un singolo seme, favorendo così la disseminazione[3][4].
- Fioritura: da luglio ad agosto.
- Impollinazione: impollinazione per entomogamia (a volte anche per autofecondazione anche se normalmente prevale la proterandria).

### Frutti
Il frutto è una capsula (di tipo schizocarpo) composta da 5 acheni (o mericarpi); ha quindi una forma a cinque lobi. Ogni lobo contiene un solo seme (achenio monosperma). La parte inferiore del frutto è avvolta nel calice accrescente, mentre la parte superiore consiste in un becco allungato. Lunghezza del frutto 3 cm.

## Distribuzione e habitat
- Geoelemento: il tipo corologico (area di origine) è Subendemico, più precisamente Alpico - Appenninico. Probabilmente è una pianta di origine preglaciale in quanto sulle Alpi si mantiene nelle zone più meridionali, mai ricoperte dai ghiacciai quaternari (“aree di rifugio”)[4].
- Diffusione: in Italia questo geranio è presente sulle Alpi Orientali (provincie: BG TN BL UD) e nell'Appennino Tosco-Emiliano. È considerata pianta rara. Fuori dall'Italia si trova nelle Alpi francesi (Delfinato) e probabilmente sui rilievi balcanici.
- Habitat: è una specie litofila, quindi l'habitat tipico di queste piante sono i luoghi sassosi, le ghiaie e le rupi di vetta; ma anche praterie rase subalpinee alpine. Il substrato preferito è calcareo con pH basico e terreno con bassi valori nutrizionali e mediamente umido.
- Diffusione altitudinale: sui rilievi queste piante si possono trovare dai 1700 m s.l.m.fino a 2200 m s.l.m.; frequentano quindi i seguenti piani vegetazionali: subalpino e alpino.

## Fitosociologia
Dal punto di vista fitosociologico la specie di questa scheda  appartiene alla seguente comunità vegetale :
Formazione : comunità delle praterie rase dei piani subalpino e alpino con dominanza di emicriptofite
Classe : Elyno-Seslerietea variae
Ordine : Seslerietalia variae
Alleanza : Seslerion variae

## Usi

### Giardinaggio
L'impiego più frequente il “geranio argentino” lo trova come pianta da ornamento nei giardini rocciosi o alpini.

## Altro
La specie è inserita nella Lista Rossa della Regione Toscana con la sigla LR (Lower Risk)

## Galleria d'immagini

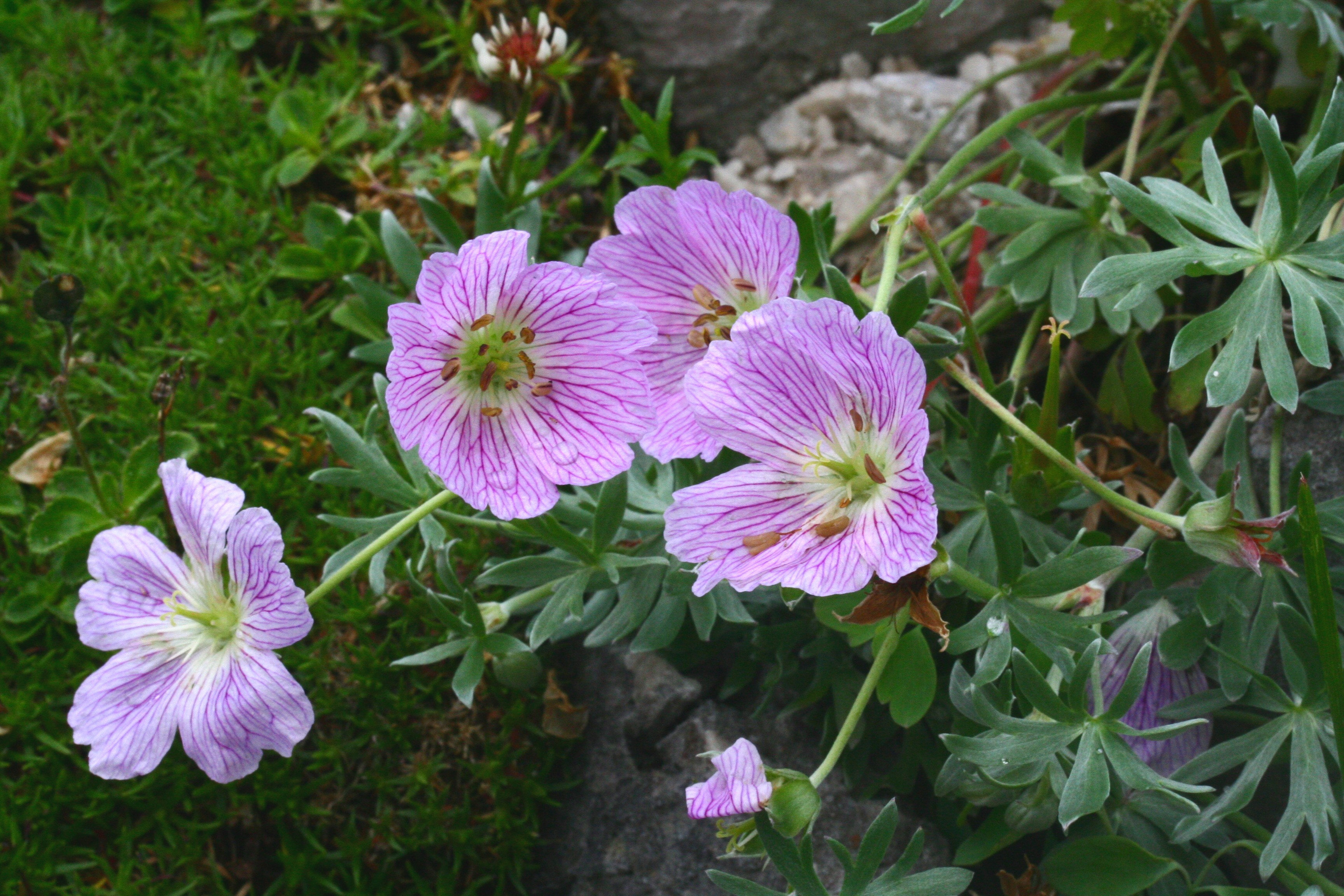
Località : "Giardino Botanico delle Alpi Orientali", Monte Faverghera (BL), 1500 m s.l.m. - 23/06/2007
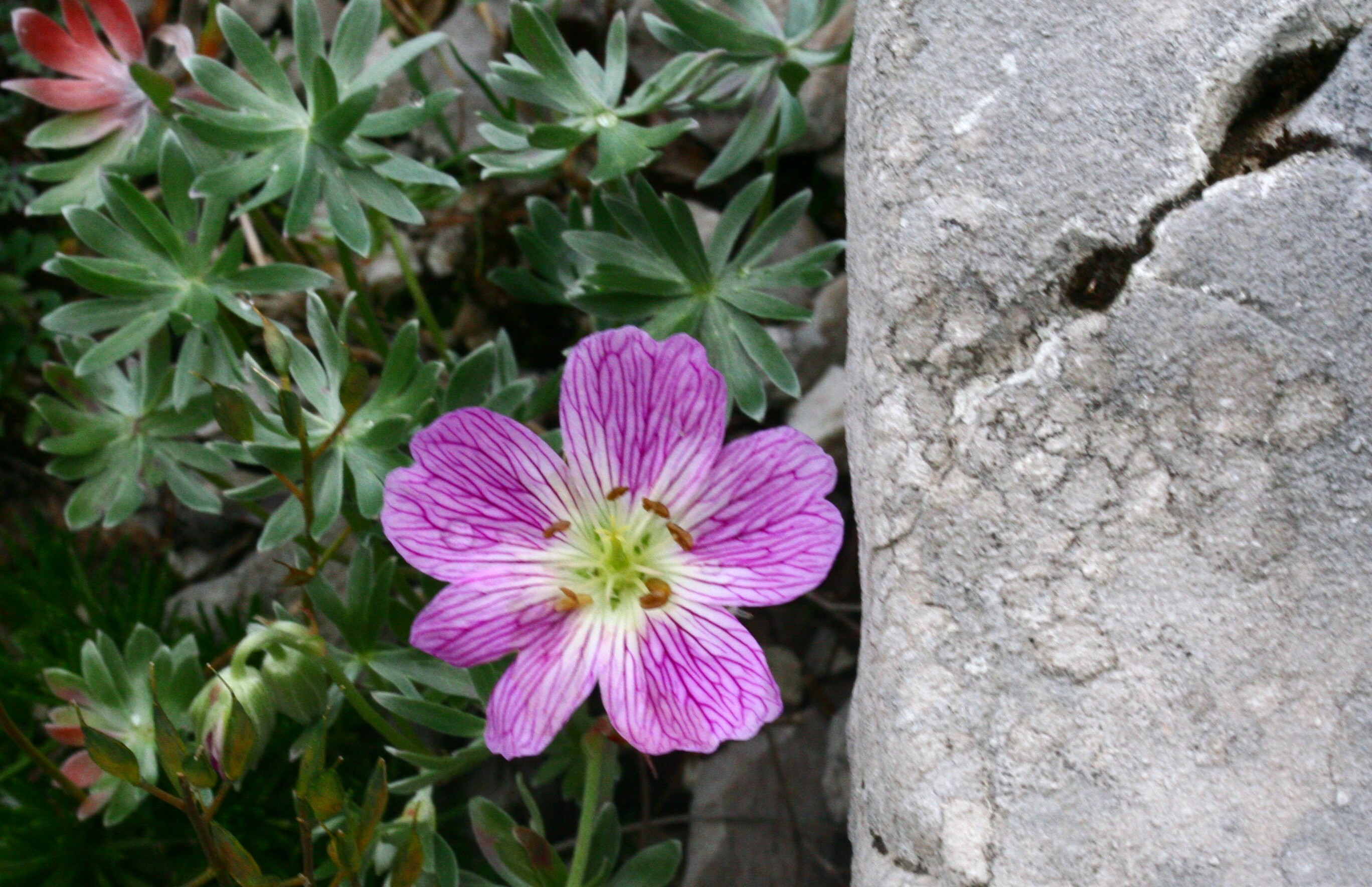
Località : "Giardino Botanico delle Alpi Orientali", Monte Faverghera (BL), 1500 m s.l.m. - 23/06/2007
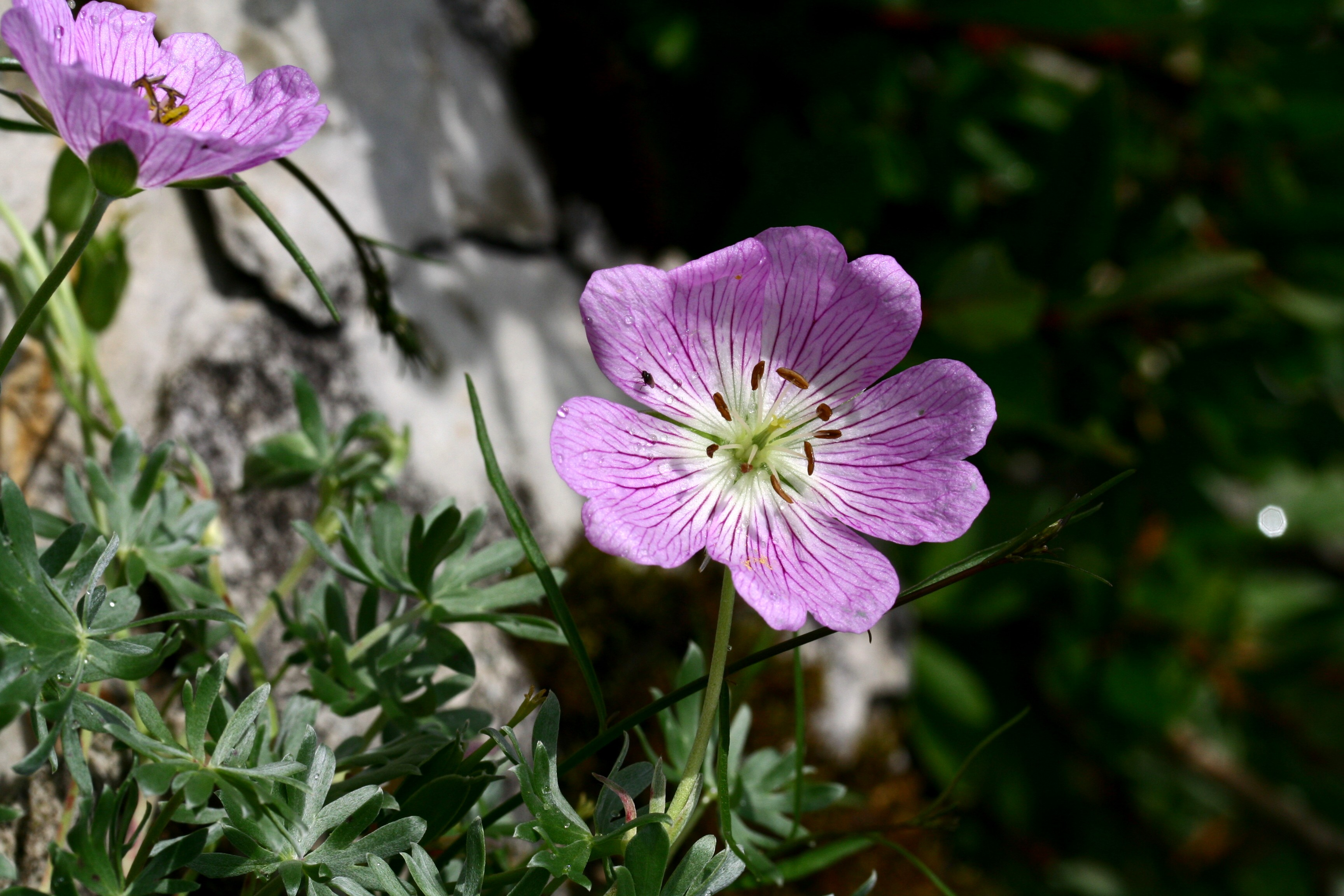
Località : Giardino Botanico Alpino "Giangio Lorenzoni", Pian Cansiglio, Tambre d'Alpago (BL), 1000 m s.l.m. - 05/07/2007
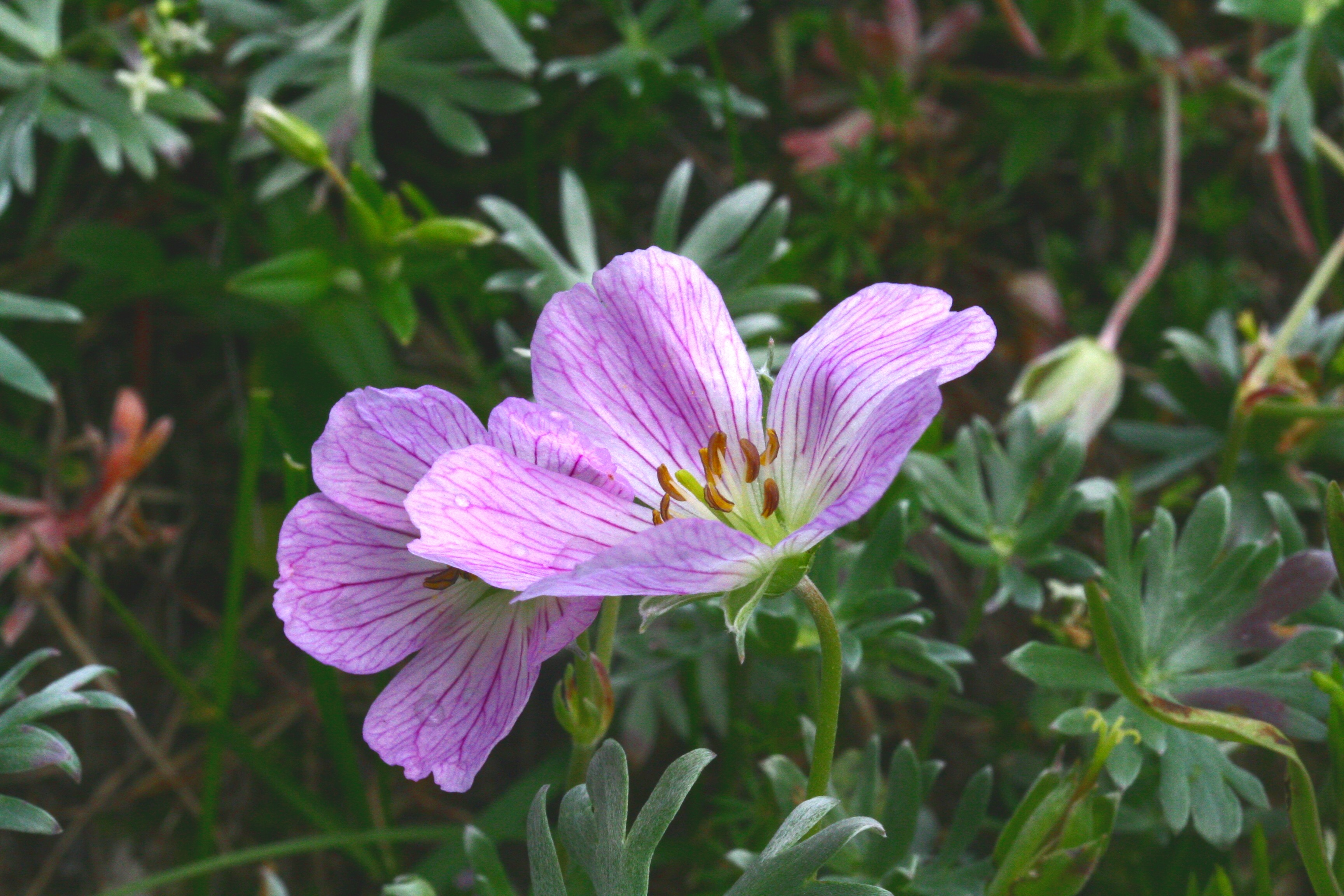
Località : "Giardino Botanico delle Alpi Orientali", Monte Faverghera (BL), 1500 m s.l.m. - 23/06/2007